# Бернар (король Італії)
Бернар I (*Bernard I, 795 — 17 квітня 818) — король Італії у 810—818 роках.

## Життєпис
Походив з династії Каролінгів. Позашлюбний син Піпіна I, короля Італії. Про дитинство нічого невідомо. Після смерті батька у 810 році дід — імператор Карл Великий — дозволив Бернару посісти трон Італії. Це рішення було підтверджено на імперському з'їзді в Аахені у 813 році.
Після смерті Карла Великого, зумів зберегти трон визнавши імператором свого стрийка Людовика I Благочестивого. Забезпечував владу франків в Італії та водночас допомагав зберігати гарні стосунки з папською курією, підтримуючи пап римських.
У 817 році за рішенням імператора Франкську імперію, куди входило королівство Італія, повинно було розділено між дітьми Людовика I, а Бернар I нічого не отримував. Останній став готуватися до боротьби з імператором, здобувши підтримку частини знаті та єпископів. Але йому не вдалося зібрати достатньо сил для війни з франками. Імператорські війська рушили до Бургундії, а Бернар I зайняв альпійські перевали, проте не наважився чинити спротив.
У 818 році, отримавши запевнення в цілковитій безпеці, Бернар зі своїми друзями приїхав до імператора в Шалон. Людовик I наказав своїм васалам судити небожа. Вони оголосили його бунтівником і засудили до смерті, Людовик Благочестивий не зважився затвердити цей вирок, однак погодився осліпити Бернара. Вирок було проведено в квітні 818 року з такою жорстокістю, що Бернар помер через два дні. Друзі Бернара були кинуті до в'язниці або пострижені в ченці.

## Родина
Дружина — Кунігунда Лаонська.
Діти:
- Піпін (817 — після 850), граф Вермандуа